# Б'янка Залевська
Б'янка Залевська (пол. Bianka Zalewska; нар. 1979, Біла Підляська) — польська та українська журналістка, спеціальний кореспондент телеканалу «Еспресо TV» у Варшаві.

## Біографічні відомості
Народилася 1979 року у Білій Підляській, Польща. Закінчила юридичний факультет Університету імені Адама Міцкевича у Познані.
Як тележурналіст співпрацювала з «TVN24», «TVN24 Biznes i Świat» та «TVN». З початку Революції гідності працює в Україні. Спеціальний кореспондент та ведуча телеканалу «Еспресо TV». Працювала в зоні проведення антитерористичної операції на Донбасі, де 27 липня 2014 року отримала важке поранення. Згідно із заяв бойовиків так званої «Новоросії» польська журналістка була снайпером
батальйону «Айдар», у розташуванні якого працювала військовим кореспондентом.
Вільно володіє українською мовою.

## Нагороди
1 грудня 2014 року нагороджена «Орденом княгині Ольги III ступеня».
24 вересня 2023 року нагороджена президентом України Володимиром Зеленським Орденом княгині Ольги II ступеня.